# Christer Björkman
Christer Samuel Björkman (Borås, 25 augustus 1957) is een Zweedse zanger en televisieproducent.

## Carrière
In 1992 won hij Melodifestivalen, de Zweedse voorronde voor het Eurovisiesongfestival, met het lied I morgon är en annan dag ("Morgen is er weer een dag"). Hij mocht zodoende Zweden met dit nummer vertegenwoordigen op het Eurovisiesongfestival 1992, dat in Malmö werd gehouden. Daar eindigde hij op een teleurstellende 22e plaats, wat een erg lage notering was voor een gastland.
Al een jaar later wilde Björkman eerherstel en nam hij nogmaals deel aan Melodifestivalen, dit keer met het lied Välkommen till livet. Hij belandde echter op de laatste plaats. Dit overkwam hem ook in 1999 met het lied Välkommen hem. De winnaar van dat jaar, Charlotte Nilsson, werd door Björkman neergesabeld in de media. Hij dacht dat haar lied kansloos zou zijn op het songfestival, maar het tegendeel bleek waar toen Nilsson het songfestival won. Het liedjescircus kwam hierop in 2000 naar Zweden en de latere songfestivalbaas Svante Stockselius besloot om Björkman een functie te geven bij de organisatie van het festijn.
In 2002 werd Björkman vervolgens gevraagd de productie van Melodifestivalen op zich te nemen. Hij voerde een aantal veranderingen door: er kwamen vier halve finales, telkens in een andere gaststad, een herkansingsronde en een grote finale die elk jaar in Globen gehouden zou worden. Hij overtuigde ook gevestigde artiesten om deel te nemen. Hoewel Björkman aanvankelijk maar één jaar wilde aanblijven, heeft hij tot op heden zijn functie als producent van Melodifestivalen behouden. De show is uitgegroeid tot een enorm succes. Talloze liedjes uit de selectie werden grote hits in eigen land en de kijkcijfers zijn hoog: ongeveer één op drie Zweden volgt het festival elk jaar.
In 2013 werd Björkman aangesteld als producent van het Eurovisiesongfestival 2013, dat plaatsvond in Malmö. Drie jaar later speelde Björkman eveneens een prominente rol bij de organisatie van het Eurovisiesongfestival 2016 in Stockholm. In 2017 is hij ook betrokken bij de organisatie van het Eurovisiesongfestival 2017 in Kiev.

## Discografie

### Singles
- 1992: I morgon är en annan dag
- 1999: Välkommen hem

### Albums
- 1985: Våga och vinn
- 1992: I morgon är en annan dag
- 1999: Christer Björkman
- 2003: Souvenirs d’amour

1958: Alice Babs · 
1959: Brita Borg · 
1960: Siw Malmkvist · 
1961: Lill-Babs · 
1962: Inger Berggren · 
1963: Monica Zetterlund · 
1965: Ingvar Wixell · 
1966: Lill Lindfors & Svante Thuresson · 
1967: Östen Warnerbring · 
1968: Claes-Göran Hederström · 
1969: Tommy Körberg · 
1971: Family Four · 
1972: Family Four · 
1973: Nova · 
1974: ABBA · 
1975: Lasse Berghagen · 
1977: Forbes · 
1978: Björn Skifs · 
1979: Ted Gärdestad · 
1980: Tomas Ledin · 
1981: Björn Skifs · 
1982: Chips · 
1983: Carola · 
1984: Herreys · 
1985: Kikki Danielsson · 
1986: Lasse Holm & Monica Törnell · 
1987: Lotta Engberg · 
1988: Tommy Körberg · 
1989: Tommy Nilsson · 
1990: Edin-Ådahl · 
1991: Carola · 
1992: Christer Björkman · 
1993: Arvingarna · 
1994: Marie Bergman & Roger Pontare · 
1995: Jan Johansen · 
1996: One More Time · 
1997: Blond · 
1998: Jill Johnson · 
1999: Charlotte Nilsson · 
2000: Roger Pontare · 
2001: Friends · 
2002: Afro-Dite · 
2003: Fame · 
2004: Lena Philipsson · 
2005: Martin Stenmarck · 
2006: Carola · 
2007: The Ark · 
2008: Charlotte Perrelli · 
2009: Malena Ernman · 
2010: Anna Bergendahl · 
2011: Eric Saade · 
2012: Loreen · 
2013: Robin Stjernberg · 
2014: Sanna Nielsen · 
2015: Måns Zelmerlöw · 
2016: Frans · 
2017: Robin Bengtsson · 
2018: Benjamin Ingrosso · 
2019: John Lundvik · 
2021: Tusse · 
2022: Cornelia Jakobs · 
2023: Loreen · 
2024: Marcus & Martinus · 
2025: KAJ
- Gemeinsame Normdatei: 1159511977
- MusicBrainz: 9fceb310-7bc7-4785-b367-a33407e0700c
- Virtual International Authority File: 5900151002118530280005